# Napoli ieri - Napoli oggi - Vol. II
Napoli ieri - Napoli oggi - Vol. II è il dodicesimo album di Peppino di Capri.

## Descrizione
Pubblicato dopo il buon successo di vendite del primo disco omonimo (che era anche il primo LP inciso dal cantante caprese per la sua propria etichetta nuova) questo secondo album ripete la forma del precedente sia nella grafica (copertina rivestita di velluto, stavolta verde) che nella struttura: sul lato A sei brani della canzone napoletana classica (da O paese d'o sole, a Reginella a Marechiaro) e sul lato B nuovi brani composti dallo stesso cantante e da alcuni suoi collaboratori giovani (come Sergio Iodice, Mimmo di Francia o i fratelli Moscarelli) come Frennesia uno dei brani più celebri del suo repertorio che avrebbe dovuto portare al Festival di Napoli 1971 che non si svolse. Vi sono poi altri due brani che avrebbero dovuto partecipare alla non avvenuta manifestazione: Alleria e Nustalgia che fu incisa sempre per la Splash anche dal complesso Gli alti e bassi scoperto da di Capri.
L'album è stato ripubblicato in CD nel 2003 con i brani O paese d'o sole e Reginella invertiti nelle posizioni e l'aggiunta di quattro tracce in coda: Malatia (incisione del 1982) Chi si chi so (brano del 1975) Birimbi birimba (brano del 1979) e Malafemmena (incisione del 1991).

## Tracce
Lato A
1. O paese d'o sole (testo di Libero Bovio, musica di Vincenzo D'Annibale)
2. Pusilleco addiruso (testo di Ernesto Murolo, musica di Salvatore Gambardella)
3. Core 'ngrato (testo di Riccardo Cordiferro, musica di Salvatore Cardillo)
4. Silenzio cantatore (testo di Libero Bovio, musica di Gaetano Lama)
5. Marechiaro (testo di Salvatore di Giacomo, musica di Mario Pasquale Costa)
6. Reginella (testo di Libero Bovio, musica di Gaetano Lama)

Lato B
1. Frennesia (testo di Franco Migliacci, musica di Claudio Mattone)
2. Probabilmente (testo di Giuseppe Faiella, musica di Giuseppe Sbordone e Lello Caravaglios)
3. Alleria (testo di Fernando Masucci, musica di Dario Farina)
4. Accarezzame (testo di Nisa, musica di Pino Calvi)
5. Paura 'e muri (testo di Enrico Moscarelli, musica di Giuseppe Faiella e Paolo Moscarelli)
6. Nustalgia (testo di Sergio Iodice, musica di Mimmo di Francia e Sergio Iodice)

## Formazione
- Peppino di Capri: voce, pianoforte
- Piero Braggi: chitarra, mandolino, cori
- Pino Amenta: basso, cori
- Ettore Falconieri: batteria, percussioni
- Gianfranco Raffaldi: tastiera, organo Hammond, cori